# Robinson Crusoé (film, 2016)
Pour plus de détails, voir Fiche technique et Distribution.
Robinson Crusoé est un film d'animation belgo-français réalisé par Vincent Kesteloot et Ben Stassen, sorti en 2016.

## Synopsis
L’histoire commence sur un bateau pirate au large du Pacifique Sud. Après une course poursuite sur tout le bateau, deux souris volant un gâteau et un chat, réveille le pirate de la vigie. Il remarque au loin un feu sur une île, et le signale au capitaine Long John Silver, qui décide d’aller porter secours à l’homme pendu contre les " bêtes féroces " et de prendre ce qui est "clinquant".
Deux pirates s'approchent de l'homme qui dit s'appeler Robinson Crusoé. De retour sur le navire, Robinson commence à vouloir raconter son histoire quand son perroquet le rejoint. Il le place dehors sur la corniche et commence son histoire par "J'étais perdu, condamné à lutter seul…". Le perroquet rencontre alors deux souris nommé Rufus et Cecil à qui il propose de raconter la véritable histoire de Robinson Crusoé.
Sur une petite île isolée, un Ara Rouge nommée Mak et ses amis, comprenant un échidné nommé Epi, un caméléon casqué nommé Carmello, un tapir de Malaisie nommé Rosie, un martin-pêcheur nommé Kiki, un vieux bouc nommé Papy et un pangolin terrestre nommé Pango vivent une vie parfaite: ciel bleu, belle eau turquoise et beaucoup de fruits délicieux et d’insectes croquants. Mais chaque jour est le même et Mak s’ennuie énormément rêvant d’un autre monde. 
Pendant ce temps, un homme anglais nommé Robinson Crusoé et son Airedale Terrier, Stanley voyage sur un navire afin d'explorer les îles. Au cours d'une tempête tropicale très violente, de nuit, les deux sont enfermés accidentellement dans la coque du navire avec deux chats amers, Mal et Mia, tandis que l'équipage échappe à la mort, ils oublient Robinson et son chien dans le bateau. Au cours de la tempête, Mak et ses amis, eux, essaient de sauver Papy, en grave danger, tout en essayant de chercher un refuge dans une grotte sur les hauts plateaux de la tempête.
Au matin, en courant à terre sur l'île, Crusoé commence à faire le point sur les stocks restants, alors que les animaux, incertains de ce qu'il faut faire des nouveaux arrivants, se cachent sur la plage. Mak, en voyant sa chance de sortir de l'île, convainc les autres de se cacher afin de les surveiller. 
Malheureusement, le lendemain, pendant que Robinson "essaie" de partir chasser, Mak est attaqué par Mal et Mia, qui ont survécu à la tempête. Heureusement, Stanley parvient à les chasser et Crusoé emmène Mak à bord de l'épave pour qu'il se remette de sa blessure à l'aile dû à l'attaque. Il renomme l'oiseau Mardi (après leur deuxième jour sur l'île) et Stanley le convainc que lui et Crusoé sont amis.
Déterminé à prendre le contrôle de l'île et à faire payer à Robinson tous les mauvais traitements qu'ils ont endurés, Mal et Mia font croire aux autres animaux que Crusoé va manger Mak. Ils les font attaquer Crusoé sur la plage pendant qu'eux vont s'attaquer à Mak et Stanley afin de couvrir leurs traces. Dans le chaos qui s'ensuit, Stanley est bloqué sous une porte alors que l'épave commence à prendre feu. Mak essaye de le sauver, mais Stanley meurt dans l'explosion, qui mène Mal et Mia sur "l'île maudite", une roche au large des côtes habitées par d'innombrables insectes que les insulaires considèrent comme une peine de mort.
Après que Crusoé pleure la mort de Stanley, Mardi emmène les autres animaux auprès de Robinson en deuil, après avoir réalisé la tromperie des chats, et tente de l'encourager. Lentement mais sûrement, les animaux de l'île baissent leurs gardes et commencent à l'aider à s'adapter à la vie sur l'île en lui fournissant des fruits et en l'aidant à construire une maison dans un arbre, un "pipeline" pour l'approvisionnement en eau douce et une tour de guet en guise de phare. Cependant, Kiki devient de plus en plus agacé par la volonté des autres de s'adapter au style de vie de Crusoé au fil du temps. Un après-midi, Kiki, en pleine réflexion, vole près des restes de l'épave; se lamentant de leur vie avec Crusoé et se rapproche de l'île maudite. Sur cette île, les deux chats ont eu des petits et ruminent leurs vengeances depuis longtemps. Profitant du fait que l'épave s'est éparpillée sur l'eau, les chats rejoignent l'île principale.
Malgré les meilleurs efforts de Mal et Mia, les insulaires parviennent à les mettre en déroute momentanément. Robinson dans la bataille est blessé par rosie et tombe assommé sous la cabane. Les chats profite de cet incident et continue de les harceler. Une nuit, Mardi échafaude un plan et conduit les chats à la tour de guet. Avec l'aide de ses amis, ils les piègent à l'intérieur tandis que les animaux insulaires poussent la tour avec les chats à l'intérieur dans la mer. Cependant, leur victoire est de courte durée, car un incendie, lancé par Mia plutôt, grandit et met en péril Crusoé, toujours inconsciemment. Mardi parvient à le sortir, mais Crusoé est pris dans un gréement et est assommé par une planche de bois tombante.
L'histoire revient sur Mardi racontant son histoire aux deux souris, et Robinson finissant de conter son combat valeureux contre une horde de chats avec "mousquet et épée". Crusoé parvenant à amadouer les pirates, avec sa version romancée, demande au capitaine de rentrer en Angleterre. Celui-ci refuse de peur d'être pendu à la potence pour ses méfaits de pirate et il enrôle de force Robinson. 
Une tentative d'échappatoire mal planifiée par Crusoé entraîne une chasse agitée. Mardi sauve Robinson des pirates, avec une imitation parfaite de leur capitaine. Les Chats, restés sur une épave faite avec les restes de la tour de guet, s’approche du navire et monte à son bord. Robinson tombe à l’eau et profite de la présence du radeau pour s’enfuir, rejoint par Mardi et les deux souris.
Au cours du générique, on voit la vie des animaux avec Robinson Crusoé accompagné de Rufus et Cecil. Ils réparent la maison de l'arbre tout en réajustant leur vie sur l'île et les chats s'adaptant à la vie avec Long John Silver et son équipage.

## Fiche technique
- Titre : Robinson Crusoé
- Réalisation : Vincent Kesteloot (réalisateur) et Ben Stassen
- Scénario : Domonic Paris sur une idée de Chris Hubbell et Sam Graham
- Musique : Ramin Djawadi et Marina Kaye
- Montage :
- Photographie :
- Direction artistique : Vincent Kesteloot et Anthony Levêque
- Animation : Dirk de Loose, Fraser Littlejohn et Tom Pinon
- Producteur : Ben Stassen, Caroline Van Iseghem, Domonic Paris, Mimi Maynard et Gina Gallo
  - Producteur délégué : Olivier Courson et Eric Dillens
- Production : nWave Pictures, Illuminata Pictures et Studiocanal
- Distribution : Studiocanal
- Pays d'origine :  Belgique  France
- Langue : anglais, français et allemand
- Durée : 90 minutes
- Genre : animation
- Dates de sortie :
  -  Allemagne : 4 février 2016
  -  Belgique : 30 mars 2016
  -  France,  Suisse : 20 avril 2016
  -  États-Unis : 9 septembre 2016

## Distribution

### Allemagne
- Kaya Yanar : Mak/Mardi
- Matthias Schweighöfer : Robinson Crusoé
- Dieter Hallervorden : Papy le vieux bouc
- Ilka Bessin : Rosie le Tapir
- Aylin Tezel : Epi l'Echidné

### France
- Emmanuel Garijo : Mardi/Mak
- Fabrice Fara : Robinson Crusoé
- Jérôme Wiggins : Cecil
- Jean-Claude Donda : Scrubby
- Céline Ronté : Rosie
- Adeline Chetail : Epi
- Barbara Tissier : Kiki
- Virginie Ledieu : Mia
- Serge Biavan : Mal
- Paul Borne : voix additionnelles

## Distinctions
- Allemagne :
  - Verein Deutscher Kritiker Und Filmemacher Award 2016 : Meilleur long métrage d'animation pour Studiocanal